# تسلق جبال

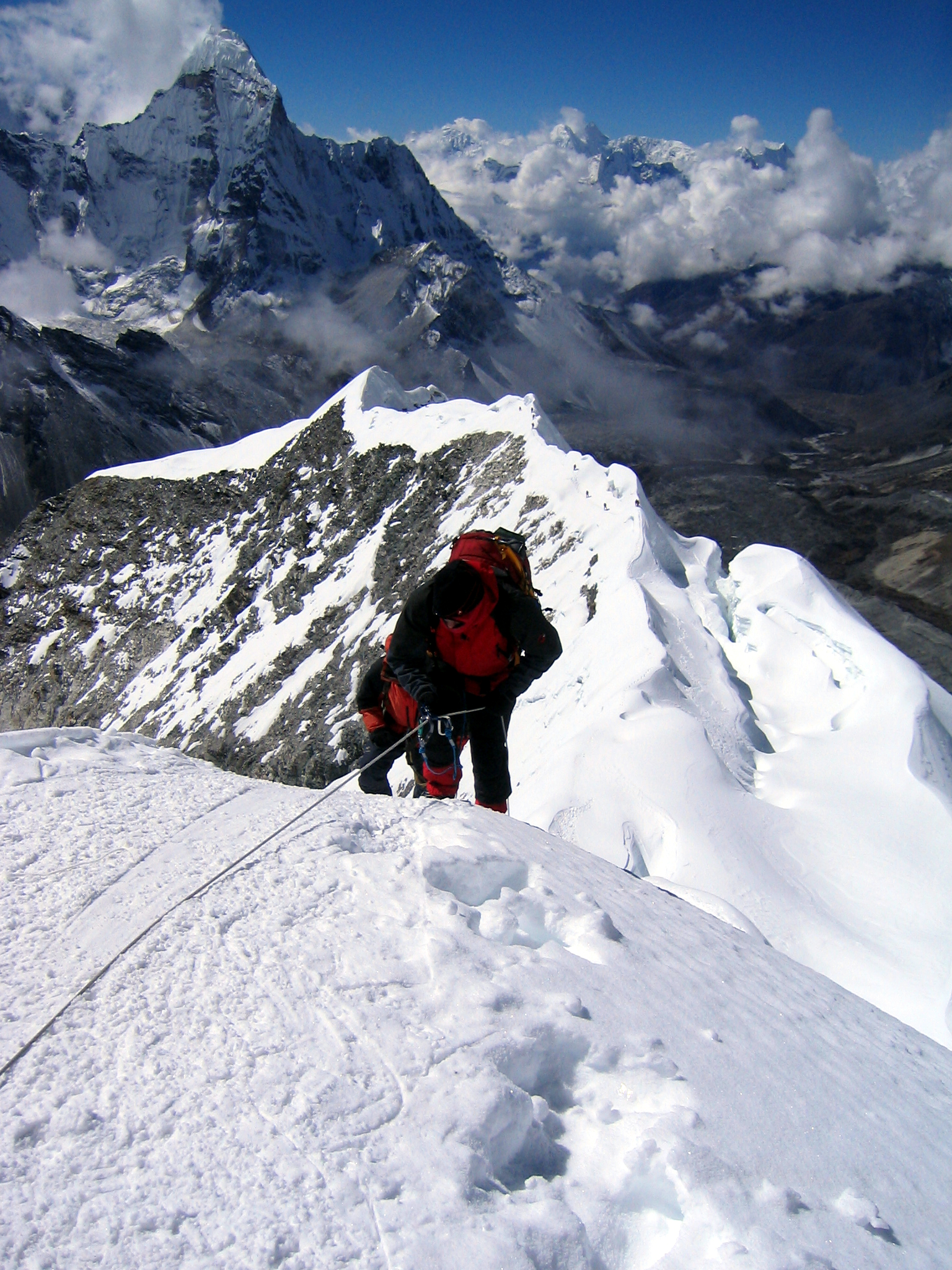
Climber taking the final few steps onto the summit of Imja Tse (Island Peak) in Nepal, 2004

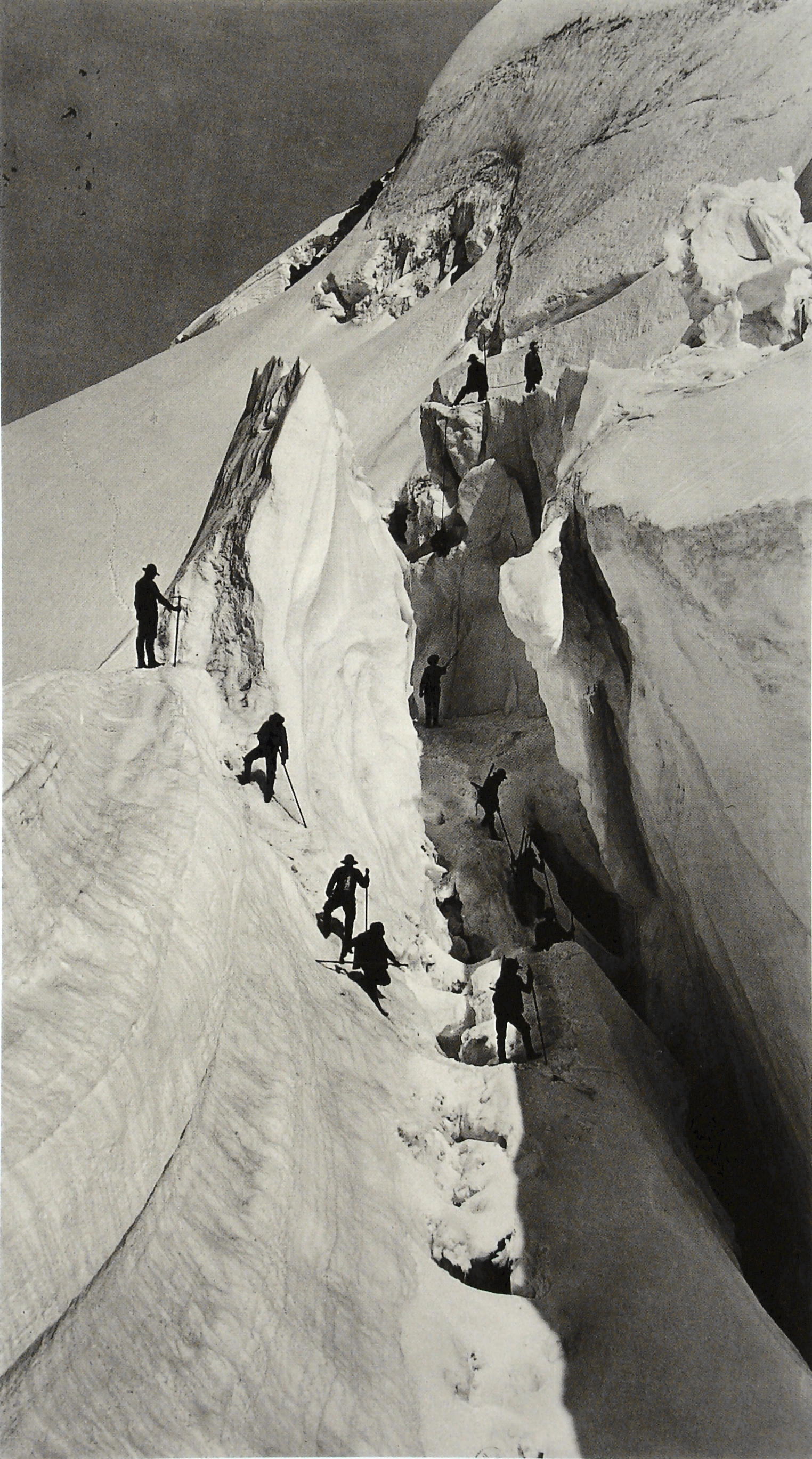
An open شق جليدي

تسلق الجبال (بالإنجليزية: Mountaineering)‏ أو الوِقالة مصطلح يشير إلى رياضة تسلق الجبال، بما في ذلك تسلق الجبال بغرض التزلج. المشي لمسافات طويلة يمكن أو التزلج على الجبال أو رياضة التزحلق على الجبال، وهي رياضة في تمارس في الجبال وتتضمن السفر على الأقدام وتسلق الجبال بواسطة المزلاجة، وكان يتضمن أيضاً الجهاد و تسلق الجبال وغالباً ما يكون التزحلق على الجليد.

## تاريخ تسلق الجبال
يعود تاريخ ظهور تسلق الجبال إلى منتصف القرن الثامن عشر، وبالتحديد في عام 1760م. في ذلك الوقت، قام العالم السويسري الشاب هوراس دي سوسور بزيارة مدينة شاموني الفرنسية وأبدى إعجابه بقمة مونت بلانك التي تعتبر أعلى قمة في القارة الأوروبية بارتفاع 4807 مترًا فوق مستوى سطح البحر.
وقرر «هوراس» تقديم جائزة نقدية لأول شخص قادر على تسلق هذه القمة الجبلية، وهذا التحدي الذي قدمه هوراس استمر لأكثر من خمسة وعشرين عامًا.  حتى عام 1786م.
فاز كل من الطبيب الفرنسي ميشيل غابرييل باكارد ومساعده جاك بالمات بالجائزة بعد أن تمكنوا من الوصول إلى قمة الجبل؛ الذي ركب هوراس نفسه في العام التالي. كانت ماري بارادي الفرنسية أول امرأة تتسلق هذه القمة.  وكان ذلك في عام 1808 م.
وتعزز تطور الرياضة في عام 1865م عندما وصلت مجموعة من متسلقي الجبال البريطانيين إلى قمة Swiss Matterhorn على ارتفاع 4478 مترًا، وبعد ذلك، بدأت ممارسة تسلق الجبال تتحول إلى العديد من قمم الجبال العالية عبر مناطق مختلفة من العالم.
وبدأت ممارسة تسلق الجبال، بوصفها رياضة ترويجية في أوروبا، حوالي القرن التاسع عشر الميلادي. وقد أسّست مجموعة من متسلقي الجبال نادي الألب في لندن عام 1875م. وكان الهدف منه تشجيع ممارسة رياضة التسلق بطريقة منتظمة.
في أواخر تسعينيات القرن التاسع عشر وأوائل القرن العشرين بدأ متسلقو الجبال يحاولون تسلّق قمم الجبال التي لم يتم تسلقها من قبل في بعض القارات الأخرى، كجبال الأنديز وجبال الروكي وأخيرًا جبال الهملايا. وقد حدثت أشهر عملية تسلق في التاريخ عام 1953م. ففي ذلك العام نجح النيوزيلندي إدموند هيلاري، والنيبالي كنريج تورجاي في الوصول إلى قمة جبل إيفرست، أعلى قمم الجبال في العالم.

## أشهر جبال التسلق في العالم
جبل كويتن – منغوليا:
ويقع جبل كويتن على الحدود الفاصلة بين روسيا والصين ومنغوليا.
جبل كليمنجارو – تنزانيا:
وهو واحد من أشهر جبال التسلق في العالم ويشتهر بأنه أقل صعوبة وتحديا في التسلق مقارنة بالجبال الأخرى حول العالم، جبل كليمنجارو هو أعلى جبل في أفريقيا ويقع على الحدود الشمالية لتنزانيا مع كينيا، ويتكون الجبل من ثلاثة براكين خامدة هي كيبو، ماوينزي، وشيرا، أعلى في هذا الجبل هي قمة أوهورو، وهي توجد على ارتفاع 19340 قدم (حوالي 5899 متر).
جبال الأنديز – بيرو:
جبال الأنديز هي سلسلة جبال تمتد على الساحل الغربي لأمريكا الجنوبية بطول 7100 كيلومتر، وعرض 500 كيلومتر، وهي تمتد عبر سبع دول هي الأرجنتين والإكوادور وبوليفيا وبيرو وتشيلي وكولومبيا وفنزويلا، وأعلى قمة في سلسلة جبال الأنديز هي أكونكاغوا التي توجد على ارتفاع 6959 متر فوق سطح البحر.
جبل إيفرست – نيبال:
وهو أطول الجبال على وجه الأرض بطول 29035 قدم (8856 متر) فوق مستوى سطح البحر، وعلى مدار العقود الماضية ظل الوصول إلى قمة هذا الجبل إنجاز مستحيل حتى حقق سير ادموند هيلاري وتينسينج نورجاي هذا الإنجاز عام 1953، عندما نجحا للوصول إلى القمة عبر طريق ساوث كول.
جبل ماترهورن – سويسرا:
ويوجد في منطقة جبال الألب السويسرية، ويمتد على الحدود السويسرية الإيطالية ويعلو بلدة " Zermatt" التي تعد واحدة من منتجعات التزلج الشهيرة في البلاد، ويعد هذا الجبل هو الأكثر شهرة في القارة الأوروبية بشكله الهرمي المميز والذي كثيرا ما يظهر على صور أغلفة الشوكولاتة السويسرية.
جبل البروس – روسيا:
البروس يوجد في منطقة سلسلة جبال القوقاز على الحدود الروسية الجورجية، وهو عبارة عن بركان خامد ذو قمتين المسافة بينهما 65 قدما (20 مترا). هذا الجبل يعد جبل مثالي للتسلق لأصحاب الخبرة المتوسطة في رياضة تسلق الجبال وهو أعلى جبل في أوروبا. وللجبل شعبية كبيرة لدى متسلقي الجبال لأنه يتيح لهم خلال رحلتهم فرصة مشاهدة العديد من الجماعات العرقية المختلفة التي تسكن المنطقة والتي تعود أصولها إلى تركيا، جورجيا، أذربيجان، وروسيا.